# Testosterone (phim 2007)
Testosterone (tiếng Ba Lan: Testosteron) là một bộ phim hài Ba Lan ra mắt năm 2007 do Tomasz Konecki và Andrzej Saramonowicz đồng đạo diễn.

## Dàn diễn viên
- Cezary Kosiński − Janis
- Maciej Stuhr − Tretyn
- Tomasz Karolak − Fistach
- Piotr Adamczyk − Kornel
- Borys Szyc − Tytus
- Tomasz Kot − Robal
- Krzysztof Stelmaszyk − Stavros